# Susanne Wiest
Susanne Wiest (née le 16 janvier 1967 à Dillingen) est une militante allemande du revenu de base inconditionnel.

## Biographie
Susanne Wiest naît à Dillingen et grandit à Munich. Elle vit durant douze ans dans une roulotte de cirque avant de s'installer à Greifswald. Elle travaille comme assistante maternelle. En décembre 2008, elle lance une pétition en ligne demandant au parlement allemand l'introduction d'un revenu de base. Elle recueille plus de 50 000 signatures en deux mois. La durée de la consultation est prolongée d'une semaine car, pour la première fois depuis la mise en place des pétitions en ligne en 2005, les serveurs du Bundestag succombent sous la charge,.
En novembre 2010, Susanne Wiest intervient lors d'une audience publique de la commission des pétitions du Bundestag. Par la suite, Wiest fait de nombreuses apparitions dans les médias. En juin 2013, la pétition est finalement clôturée par le Bundestag en l'absence de soutien suffisant des parlementaires allemands.
Susan Wiest s'est présentée aux élections législatives en 2009 dans la circonscription de Greifswald en tant que candidate sans étiquette. Elle obtient 1,2 % des suffrages. Depuis décembre 2011, elle est membre du Parti pirate allemand. Elle se présente aux élections fédérales de 2013,.